# Victor Prouvé

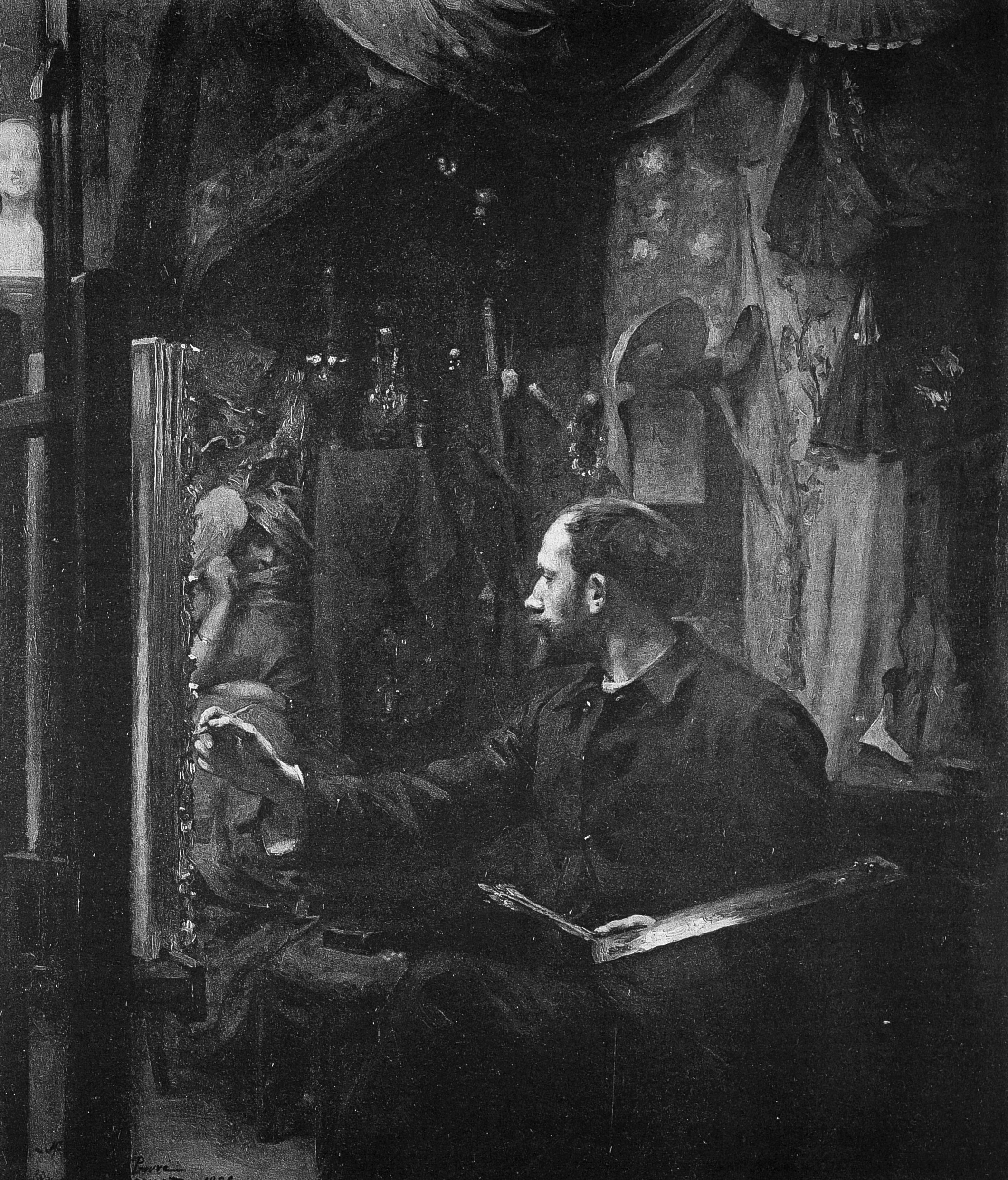
Victor Prouvé trabajando

Victor Prouvé (Nancy, 13 de agosto de 1858 – Sétif, 1943) fue un pintor, paisajista, escultor y grabador francés, miembro del movimiento artístico conocido como École de Nancy. Durante su carrera artística diseñó el decorado de cristalerías y muebles para Émile Gallé, trabajó además para Eugène Vallin, Fernand Courteix, Antonin Daum y Albert Heymann.
En 1888 descubrió Túnez en uno de sus viajes, que influenciaría muchísimo en el empleo de la luz en sus cuadros. Más tarde se convirtió en segundo presidente de la École de Nancy a la muerte de Gallé en 1904.
Entre 1919 y 1940 se hizo cargo de la dirección de la escuela de Bellas Artes de Nancy.
El 5 de enero de 1898 contrajo matrimonio con Marie Amélie Charlotte Duhamel, de esta unión nacen siete hijos de los cuales el segundo Jean Prouvé nacido el (8 de abril de 1901 en París), sería un constructor, ingeniero y diseñador reconocido.

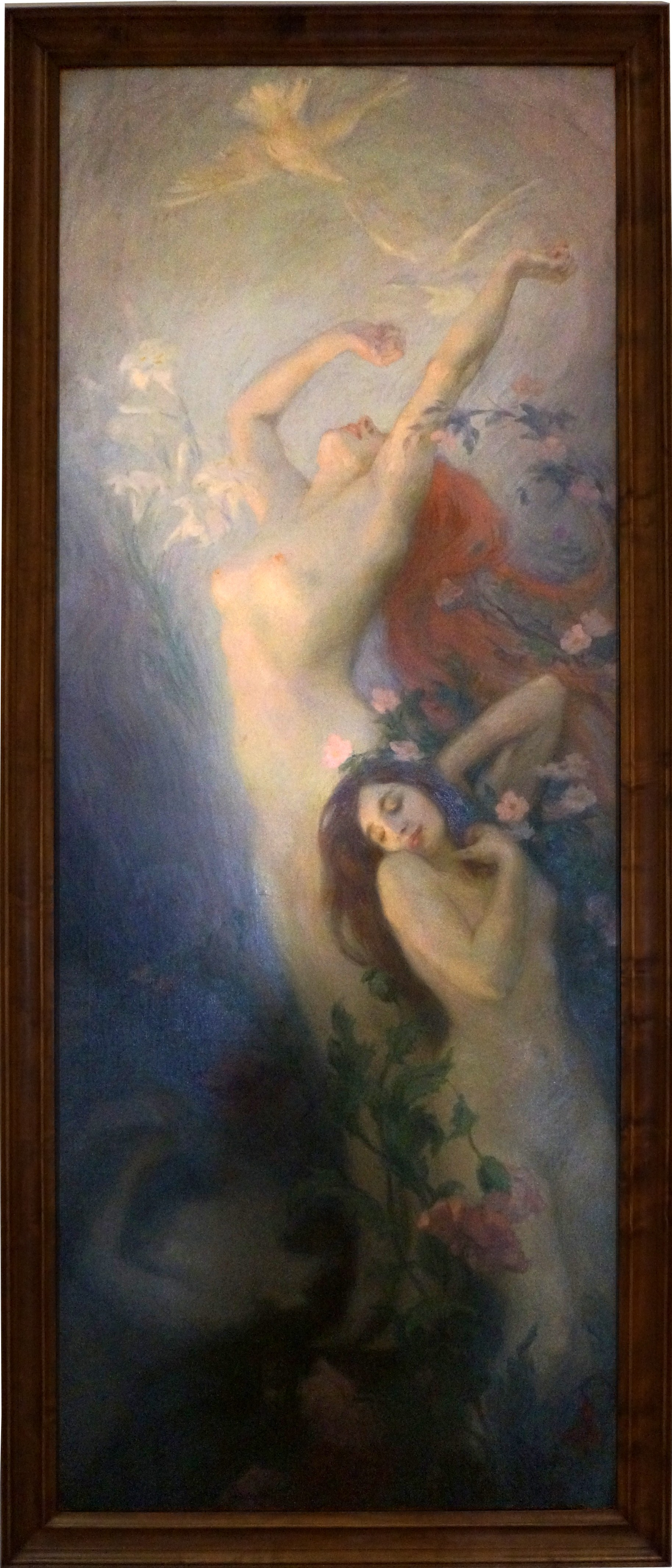
Dawn (L'Aube), 1900
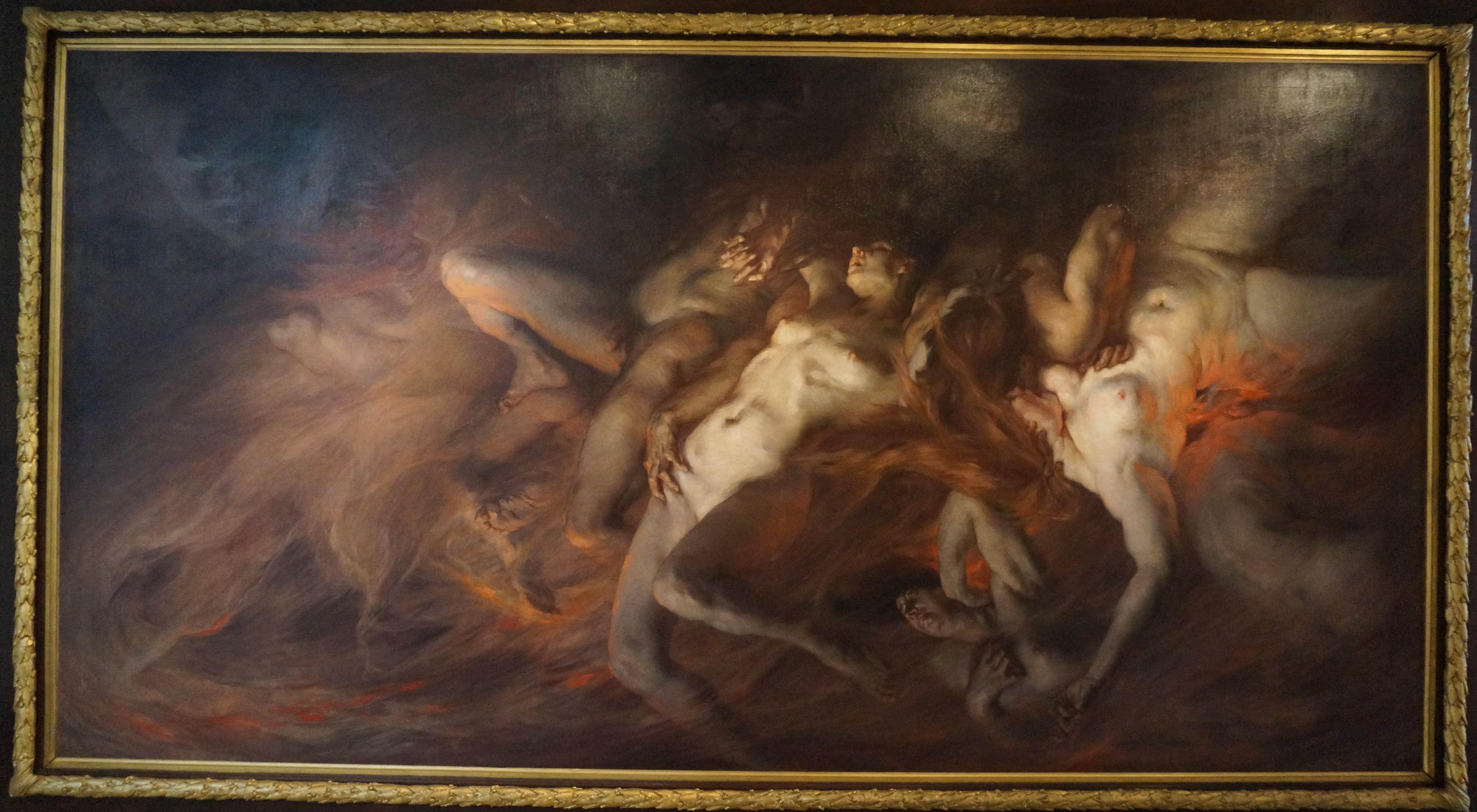
Les voluptueux (1889), de Victor Prouvé.